# Nectria mauritiicola
Nectria mauritiicola är en svampart som först beskrevs av Henn., och fick sitt nu gällande namn av Seifert & Samuels 1985. Nectria mauritiicola ingår i släktet Nectria och familjen Nectriaceae.   Inga underarter finns listade i Catalogue of Life.